# Acolasis subvaria
Acolasis subvaria är en fjärilsart som beskrevs av William Schaus 1906. Acolasis subvaria ingår i släktet Acolasis och familjen nattflyn. Inga underarter finns listade i Catalogue of Life.